# 第1独立原子力発電所防護大隊 (ウクライナ国家親衛隊)
第1独立原子力発電所防護大隊 (ウクライナ語: 1-й окремий батальйон охорони ОВДО НГ) は、ウクライナ国家親衛隊の独立大隊。
スラブチッチ、チェルノブイリ原子力発電所およびチェルノブイリ立入禁止区域の警備を担当する。

## 歴史

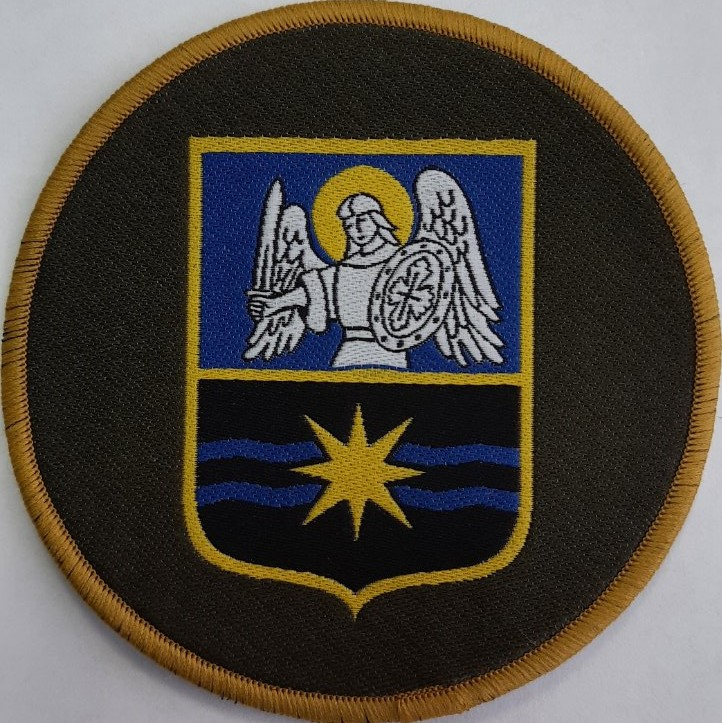
旧第1独立原子力発電所防護大隊章

1980年、ソ連国内軍(後のウクライナ国内軍)にてチェルノブイリ原子力発電所の護衛を専門とする最初の司令官室が設立され、1981年に運用を開始した。1982年1月19日、この大隊は独立部隊となり、1982年9月22日、プリピャチに移転した。1986年4月26日のチェルノブイリ原発事故では、最初に対応した軍事部隊となった。事故後、1987年から1990年4月までチェルノブイリ立入禁止区域の防衛の任務を行った。
1990年6月27日、スラブテッチに移転され、1991年にウクライナ国内軍の指揮下となり、チェルノブイリ原子力発電所の防衛、施設の障壁の設置、核燃料と機械の盗難防止の任務を負った。2014年9月26日、ウクライナ国家親衛隊に移管された。
大隊は2022年のロシアによるウクライナ侵攻の際にチェルノブイリの戦いに参加し、大隊の兵士169名が捕虜となった。2022年2月24日、原子力発電所の職員の予定されていた交代勤務がキャンセルされ、職員はロシアがウクライナへの全面侵攻を開始し、発電所が厳戒態勢に置かれると知らされた。その朝、立入禁止区域内には原子力発電所関係者、医療関係者、消防士、大隊の兵士169名、観光客4名を含む約300名がいた。数時間後、ベラルーシに駐留していたロシア軍がヴィルチャ村を通って立入禁止区域に侵入した。午後2時までにロシア軍は発電所の中央管理事務所に到達した。その後数時間で、大隊の指揮官はロシア軍と降伏交渉を行い、ウクライナ内務大臣顧問はロシア軍がチェルノブイリ立入禁止区域への攻撃を開始したと公式に発表した。大隊は重火器や装備を装備していなかったため、ロシア軍の装甲車両と戦うことはできなかった。ウクライナ兵は包囲され、ロシア軍特殊部隊のティグル装甲車2台が原子力発電所の敷地内に侵入し、最後通牒を突きつけ大隊の兵士169名を降伏させた。そのうち70名は後に解放された。
ロシア軍がチェルノブイリから撤退した後、大隊は任務を再開した。
2024年5月、部隊増強に伴い、第28国家重要施設防護連隊に改編された。

## 編制
大隊の編成は以下の通りである。
- 大隊本部
- オブジェクト司令室
- 第1特別司令室
- 第2特別司令室
- 特務小隊
- 戦闘・後方支援小隊
- エンジニアリング、技術および通信小隊
- 特別貨物保護部隊
- 医療センター